# Oksana Lebedeva
Oksana Lebedeva, conosciuta anche con la trascrizione Oxana Lebedew (in russo Оксана Леведева?; Almaty, 25 marzo 1987), è una ballerina e personaggio televisivo kazaka.

## Biografia
Oksana Lebedeva è nata il 25 marzo 1987 ad Alma-Ata, nella Repubblica Socialista Sovietica Kazaka (Unione Sovietica). È figlia di un coreografo e inizia a ballare dall'età di sette anni.
Ottiene fama internazionale quando, nel 2002, vince il titolo di campionessa al primo mondiale congiunto di Junior II Ten Dances, in coppia con Sergej Osejčuk (in russo Сергей Осейчук?). Dopo questa competizione, partecipa a numerosi altri campionati mondiali ed europei di danza.
Nel 2011, arriva seconda ai campionati tedeschi di balli latino americani, insieme al fidanzato dell'epoca, Ilia Russo. 
Nel 2016, partecipa insieme alla ballerina russa Attila Hildmann a tre episodi dello show Let's Dance, su RTL Television. Sempre nello stesso anno si qualifica, insieme a Pavel Zvyčajnyj (in russo Павел Звычайный?), nei primi posti della classifica mondiale. I due hanno anche vinto la medaglia di bronzo ai Campionati Europei WDSF al Cremlino di Mosca.
Nel 2021, entra nel cast del programma televisivo di Rai 1, Ballando con le stelle, insieme al cantante Al Bano.